# Pirenei Orientali
I Pirenei Orientali (in francese Pyrénées-Orientales, in catalano Pirineus Orientals, in occitano Pirenèus Orientals) sono un dipartimento francese della regione Occitania.

## Geografia
Il territorio del dipartimento confina con l'Ariège a nord-ovest e l'Aude a nord, con Andorra a ovest e con la Spagna a sud (province di Lleida e di Girona in Catalogna). È bagnato a est dal Mar Mediterraneo.
Il dipartimento comprende tutta la regione storica di lingua catalana della Catalogna del Nord annesso alla Francia con il Trattato dei Pirenei del 1659 e il Fenouillèdes di lingua occitana, storicamente legato alla Linguadoca, annesso alla Francia con il Trattato di Corbeil del 1258.
Le principali città, oltre al capoluogo Perpignano, sono Céret e Prades.